# Direct Shift Gearbox

Schemat DSG:
M: silnik
B: podwójne sprzęgło
C: wał główny
D: koła biegów parzystych
E: koła biegów nieparzystych
F: wał napędzany

Direct Shift Gearbox (niem. Direkt-Schalt Getriebe), w skrócie DSG – dwusprzęgłowa skrzynia biegów, która została opracowana przez Volkswagena i zastosowana po raz pierwszy w Golfie R32 jesienią 2003 roku.
Później zastosowana w innych modelach marki, a także w modelach Škody i Seata. Obecnie oferowana w samochodach osobowych oraz dostawczych koncernu Volkswagen AG. W samochodach Audi skrzynia DSG oferowana jest pod nazwą S-tronic.

## Zasada działania
Skrzynia DSG ma dwa sprzęgła – jedno dla biegów parzystych, drugie dla nieparzystych. Jej praca polega na wykorzystaniu dwóch przekładni. Pozwala to na minimalizację czasu zmiany przełożenia. Może pracować w trybie automatycznym (komfort i sport) oraz w trybie sekwencyjnym. Maksymalne osiągi i właściwości silnika pozwala wykorzystać tryb sportowy, mimo że zmiana biegu następuje automatycznie.

## Typy skrzyni DSG
Wraz z biegiem lat powstawały kolejne generacje przekładni DSG. Pierwszą, była 6-biegowa odmiana DQ250 z mokrym sprzęgłem (czyli pracującym w oleju). W 2008 roku pojawiła się nowa, lżejsza skrzynia DQ200. Miała już 7 biegów, ale wytrzymywała jedynie 250 Nm momentu obrotowego silnika (poprzedniczka 350 Nm). Obie te przekładnie powstały we współpracy Volkswagena z firmami BorgWarner i LUK. Pierwszą opracowaną wyłącznie przez producenta była skrzynia DQ500 – zaprojektowano ją do większych modeli, w tym do dostawczych Transporterów. Skrzynia mogła współpracować z silnikami generującymi aż 550 Nm momentu obrotowego i powrócono w niej do sprzęgła mokrego. Podobne parametry ma stosowana w Audi skrzynia DL501, zwana S-Tronic. Najświeższym wcieleniem DSG jest DQ380, montowana w autach koncernu VW od 2014 roku.
| Typ skrzyni:                 | DQ250 | DQ200                                                             | DQ500                                                           | DL501 (S-Tronic)                    | DQ380                                                                     |
| ---------------------------- | --- | ----------------------------------------------------------------- | --------------------------------------------------------------- | ----------------------------------- | ------------------------------------------------------------------------- |
| Stosowanie od:               | 2003 r.                                                                                                  | 2008 r.                                                           | 2009 r.                                                         | 2008 r.                             | 2014 r.                                                                   |
| Współpracuje z silnikami:    | 2.0 TDI, 2.0 TSI, 3.2 V6, 3.6 V6                                                                         | 1.0 TSI, 1.2 TSI, 1.4 TSI, 1.6 TDI, 1.8 TSI                       | 2.0 TDI, 2.0 TFSI, 2.5 TFSI                                     | 2.0 TDI, 3.0 TDI 2.0 TFSI, 4.0 TFSI | 2.0 TSI                                                                   |
| Liczba przełożeń:            | 6 | 7                                                                 | 7                                                               | 7                                   | 7                                                                         |
| Maks. mom. obrotowy silnika: | 350 Nm                                                                                                   | 250 Nm                                                            | 550 Nm                                                          | 600 Nm                              | 380 Nm                                                                    |
| Typ sprzęgieł:               | mokre | suche                                                             | mokre                                                           | mokre                               | mokre                                                                     |
| Przykładowe modele aut:      | VW Golf/GTI/R32, VW Caddy, Touran, Passat/ Passat R36, Skoda Octavia, Octavia RS, Audi TT, S3, Seat Leon | VW Polo, Golf, Caddy, Touran, Passat, Skoda Fabia, Octavia, Jetta | VW Transporter/ Multivan T5/T6, VW Tiguan, Audi TT RS, Audi RS3 | Audi A4, A5, S5, Q5, RS5, A6, RS6   | VW Golf VII GTI, Skoda Octavia III, Octavia RS, Audi S3, Skoda Superb III |

## Zalety i wady
Zalety
- oszczędność paliwa do 15% w stosunku do konwencjonalnej przekładni automatycznej (brak strat związanych z wykorzystywaniem oleju)
- brak przerw w przenoszeniu momentu obrotowego na koła podczas zmiany przełożenia
- krótki czas zmiany biegu na wyższy (8 milisekund, jeśli kolejny bieg jest przygotowany)
- brak szarpnięć podczas zmiany przełożenia
- krótki czas zmiany biegu na niższy (600 milisekund)

Wady
- gorsza ogólna sprawność mechaniczna w porównaniu do manualnej skrzyni biegów, szczególnie w przypadku mokrego sprzęgła (z powodu elektroniki i układów hydraulicznych)
- kosztowne płyny eksploatacyjne wymagające regularnej wymiany
- relatywnie wysokie koszty produkcji
- stosunkowo długi czas zmiany biegu w przypadku nieprzygotowania wyższego biegu przez sterownik skrzyni biegów (około 1100 ms)
- ograniczona możliwość przenoszenia większego momentu obrotowego niż nominalny dla danego silnika (utrudnione modyfikacje i tuning silnika)
- cięższa niż porównywalna skrzynia biegów Getrag (75 kg, w porównaniu do 47,5 kg)

## Zastosowanie
Lista modeli aut produkowanych przez Volkswagen AG oferowanych ze skrzynią DSG:
Audi
Oznaczenie 'DSG' zostało zastąpione nazwą "S tronic".
- Audi TT
- Audi A1
- Audi A3
- Audi S3
- Audi A4 (B8)
- Audi S4 (B8)
- Audi A5
- Audi A7
- Audi A8 (D4)
- Audi Q5
- Audi R8

Bugatti
- Bugatti Veyron EB 16.4 (opracowana przez Ricardo)

SEAT
- SEAT Ibiza
- SEAT León
- SEAT Altea
- SEAT Toledo
- SEAT Alhambra

Škoda
- Škoda Fabia
- Škoda Octavia
- Škoda Rapid (2012)
- Škoda Roomster
- Škoda Superb II
- Škoda Yeti
- Škoda Kodiaq
- Škoda Karoq
- Škoda Kamiq

Samochody osobowe Volkswagen
- Volkswagen Polo
- Volkswagen Golf, GTI, TDI, R32
- Volkswagen Jetta/Vento/Bora/
- Volkswagen Eos
- Volkswagen Touran
- Volkswagen New Beetle
- Volkswagen Passat oraz Passat R36
- Volkswagen CC wcześniej Volkswagen Passat CC
- Volkswagen Sharan
- Volkswagen Scirocco
- Volkswagen Tiguan

Samochody użytkowe Volkswagen
- Volkswagen Caddy
- Volkswagen Transporter